# Reyes Estévez
Reyes Estévez López (2 de agosto de 1976, Cornellá de Llobregat, Barcelona) es un atleta español, especialista en pruebas de mediofondo, sobre todo de la prueba de 1500 m, donde consiguió sus mayores éxitos. Su gran palmarés de joven lo señalaba como el sucesor de Fermín Cacho y, si bien su carrera no fue todo lo espléndida que anunciaron sus primeros momentos, ha sido uno de los atletas españoles que más éxitos y mejores puestos internacionales ha cosechado. En 2011, participó en el reality de Telecinco Supervivientes: Perdidos en Honduras.

## Trayectoria
Reyes Estévez comenzó su andadura en el mundo atlético en el Cornellà Atlètic Archivado el 7 de agosto de 2013 en Wayback Machine., destacando desde muy pequeño. Fue plusmarquista nacional júnior y promesa de 1000 m, europeo júnior de 1500 m, júnior nacional de la milla y plusmarquista cadete de 3000 m. Además de todas estas plusmarcas, se proclamó campeón de España júnior de 1500 m en 1994 y 1995 y campeón de Europa júnior en 1993 y 1995.
Su calidad como atleta le hace aparecer pronto en la alta competición. Sin haber cumplido 20 años participa en los Juegos Olímpicos de Atlanta 1996, donde no supera las rondas semifinales.
Su gran momento sería al año siguiente en el Mundial de Atenas, donde consigue una meritoria medalla de bronce quedando detrás del gran Hicham El Guerrouj y de Fermín Cacho. En 1998, en el Europeo de Budapest, y con solo 23 años, se convierte en campeón de Europa derrotando al propio Cacho en la final. Está en la cúspide de su carrera y al año siguiente, en el Mundial de Sevilla de 1999, consigue nuevamente la medalla de bronce en un campeonato mundial, mientras que Cacho es cuarto y el otro español, Andrés Díaz queda quinto. En el año 2000, aunque su brillante puesto en el mundial de Sevilla debería clasificarle automáticamente para los Juegos Olímpicos de Sídney, Estévez no consigue buenas marcas, y la irrupción del joven Juan Carlos Higuero y la recuperación para el atletismo de José Antonio Redolat, rival de Estévez de la época júnior, junto con el incombustible Andrés Díaz, hacen que la Real Federación Española de Atletismo decida no convocarlo para la cita olímpica. La polémica decisión de la federación no traería el éxito esperado, pues no se consiguió ninguna medalla en 1500 en la ciudad australiana.
Al año siguiente, Reyes Estévez quiere tomarse la revancha contra la Federación y comienza con fuerza preparando la temporada de invierno de pista cubierta. Acude con la selección al mundial de pista cubierta de Lisboa, donde queda segundo por muy poco. Esta medalla le sirve para reivindicarse como atleta de alta competición. En la gran cita del año, el Mundial de Edmonton, su actuación es correcta, quedando quinto en la final, aunque se aleja de las dos medallas que había conseguido en las dos anteriores citas mundialistas. Al año siguiente, en el Europeo al Aire libre de Múnich, en una de las finales más cerradas de 1500 m de la historia, lograría la plata, después de que los jueces tardara casi un cuarto de hora en decidir quien había sido el campeón. Acabaría el año con un segundo puesto en la copa del mundo que se celebró en Madrid. En 2003 sería sexto en el campeonato del mundo de París y séptimo en los Juegos Olímpicos de Atenas, consiguiendo puesto de finalista pero lejos de las medallas. En 2005, en el campeonato de Europa de pista cubierta de Madrid, logró dos medallas de bronce tanto en 1500 m como en 3.000 m.
En el año 2009, cinco años después de su última victoria, vuelve a ganar en el Campeonato de España la prueba de 1500 m, lo que le permite ser seleccionado para el Campeonato del Mundo de atletismo junto a Juan Carlos Higuero y Arturo Casado.
En 2011, participa en el reality de Telecinco Supervivientes: Perdidos en Honduras.

## Palmarés
Nacional
- Campeón de España de 1500 m júnior: 1994, 1995.
- Campeón de España júnior de Cross: 1994, 1995.
- Campeón de España de 1500 m Aire libre: 1997 (3:43:18), 1998 (3:40:58), 2004 (3:42:26), 2009 (3:38.63).
- Campeón de España de 1500 m Pista Cubierta: 1997 (3:52:74), 2001 (3:49:33).
- Campeón de España de 3.000 m Pista Cubierta: 2005 (8:07:71)

Internacional
- Festival Joven Olímpico Valkenswaard 1993: 1500 m, medalla de oro con una marca de 3:50.97
- Europeo júnior San Sebastián 1993: 1500 m, medalla de oro con una marca de 3:45.0
- Mundial júnior Lisboa 1994: 1500 m, 4.º puesto con una marca de 3:42.98
- Europeo júnior Nyregyhaza 1995: 1500 m, medalla de oro con una marca de 3:45.74
- Juegos del Mediterráneo Bari 1997: 1500 m, medalla de plata con una marca de 3:45.40
- Europeo sub-23 Turku 1997: 1500 m, medalla de oro con una marca de 3:42.37
- Mundial al Aire libre Atenas 1997: 1500 m, medalla de bronce con una marca de 3:37.26
- Europeo Aire Libre Budapest 1998: 1500 m, medalla de oro con una marca de 3:41.30
- Superliga San Petersburgo 1998: 1500 m, 2.º puesto con una marca de 3:44.91
- Primera División Atenas 1999: 1500 m, 1.er puesto con una marca de 3:44.32
- Mundial Aire Libre Sevilla 1999: 1500 m, medalla de bronce con una marca de 3:30.57
- Mundial pista cubierta Lisboa 2001: 1500 m, medalla de plata con una marca de 3:51.24
- Campeonato del Mundo de Edmonton 2001: 1500 m, 5.º puesto con una marca de 3:32.34
- Copa del Mundo Madrid 2002: 1500 m, medalla de plata con una marca de 3:33.67
- Primera División Sevilla 2002: 1500 m, primer puesto con una marca de 3:42.60
- Europeo Aire Libre Múnich 2002: 1500 m, medalla de plata con una marca de 3:45.25
- Campeonato del Mundo de París 2003: 1500 m, 6.º puesto con una marca de 3:33.84
- Juegos Olímpicos de Atenas 2004: 1500 m, 7.º puesto con una marca de 3:36.73
- Europeo Pista Cubierta Madrid 2005: 3.000 m, medalla de bronce con una marca de 7:51.65
- Europeo Pista Cubierta Madrid 2005: 1500 m, medalla de bronce con una marca de 3:38.90
- Europeo Aire Libre Barcelona 2010: 1500 m, 4.º puesto con una marca de 3:42.74

## Premios, reconocimientos y distinciones
- Mejor atleta español del año en 1998.
- Medalla de Bronce de la Real Orden del Mérito Deportivo, otorgada por el Consejo Superior de Deportes (1997)
- Medalla de Plata de la Real Orden del Mérito Deportivo, otorgada por el Consejo Superior de Deportes (2000)[2]